# Wiaczesław Ustinow
Wiaczesław Eduardowicz Ustinow (ros. Вячеслав Эдуардович Устинов, ur. 10 maja 1957) – rosyjski lekkoatleta, płotkarz, medalista halowych mistrzostw Europy. Podczas swojej kariery reprezentował Związek Radziecki.

## Kariera sportowa
Odpadł w eliminacjach biegu na 60 metrów przez płotki na halowych mistrzostwach Europy w 1983 w Budapeszcie. Nie wziął udziału w igrzyskach olimpijskich w 1984 w Los Angeles z powodu ich bojkotu przez ZSRR. Wystąpił w zawodach Przyjaźń-84, zorganizowanych w Moskwie dla lekkoatletów z państw bojkotujących igrzyska olimpijskie. Zdobył tam srebrny medal w biegu na 110 metrów przez płotki, przegrywając tylko z Györgym Bakosem z Węgier, a wyprzedzając Thomasa Munkelta z Niemieckiej Republiki Demokratycznej. Zajął 5. miejsce w biegu na 60 metrów przez płotki na światowych igrzyskach halowych w 1985 w Paryżu.
Zdobył brązowy medal w biegu na 60 metrów przez płotki na halowych mistrzostwach Europy w 1985 w Pireusie, przegrywając jedynie z Bakosem i Jiřím Hudecem z Czechosłowacji. Zajął 6. miejsce w biegu na 110 metrów przez płotki na uniwersjadzie w 1985 w Kobe.
Był halowym mistrzem ZSRR w biegu na 60 metrów przez płotki w 1983.
Rekordy życiowe Ustinowa:
- bieg na 110 metrów przez płotki – 13,57 s (18 sierpnia 1984, Moskwa)
- bieg na 60 metrów przez płotki (hala) – 7,66 s (16 lutego 1985, Kiszyniów)

Od 1996 pracuje jako trener lekkoatletyczny.